# Dacio
Dacio  è un nome proprio di persona italiano maschile.

## Varianti
- Maschili: Dazio, Daciano[2]
- Femminili: Dacia, Daciana

### Varianti in altre lingue
- Francese: Dacien
- Latino: Dacius[1], Datius, Dacianus[3]
  - Femminili: Dacia, Daciana[3]
- Polacco: Dacjusz
- Rumeno: Dacian
  - Femminili: Daciana[3]

## Origine e diffusione
Significa "dacio", "abitante della Dacia", dal latino Dacius.

## Onomastico
L'onomastico può essere festeggiato il 14 gennaio in memoria di san Dacio di Milano, vescovo. Si ricordano con questo nome anche, alle date seguenti:
- 4 giugno, san Daciano, martire a Roma con sant'Arezio[4]
- 1º novembre, san Dacio, martire a Damasco con san Cesario[2]
- santa Daciana, venerata dalla Chiesa ortodossa[3]

## Persone

### Varianti maschili
- Dazio di Milano, arcivescovo e santo italiano
- Dacian Cioloș, agronomo e politico rumeno
- Daciano Colbachini, imprenditore italiano
- Dacian Varga, calciatore rumeno

### Varianti femminili
- Dacia Maraini, scrittrice, poetessa, saggista, drammaturga e sceneggiatrice italiana
- Dacia Valent, politica italiana